# 잭슨 매입지
잭슨 매입지(Jackson Purchase)는 테네시강 서쪽에 있는 켄터키주 지역이다. 앤드루 잭슨과 아이작 셸비가 미국을 대표하여 터스컬루사 조약을 통해 치카소족으로부터 매입한 지역이다. 이때 매입한 지역은 테네시주의 서부 지역을 포함한다. 그 지역은 오늘날 테네시주의 대구역의 하나인 서부 테네시라고 불리며, 오늘날 잭슨 매입지라고 하면 켄터키주에 속한 부분만을 가리킨다.
이지역의 최대도시는 퍼듀카(Paducah)이다.

## 지리
미시시피강(서쪽)과 오하이오강(북쪽), 테네시강(동쪽)에 둘러싸인 지역이며, 켄터키 벤드가 포함된다.

## 행정
- 밸러드군(Ballard County)
- 캘러웨이군(Calloway County)
- 칼라일군(Carlisle County)
- 풀턴군(Fulton County)
- 그레이브스군(Graves County)
- 히크먼군(Hickman County)
- 마셜군 (켄터키주)(Marshall County)
- 매크라켄군(McCracken County)